# Leiocephalus semilineatus
Espèce
Leiocephalus semilineatus est une espèce de sauriens de la famille des Leiocephalidae.

## Répartition
Cette espèce est endémique du Sud de l'île d'Hispaniola. Elle se rencontre dans le Sud-Est d'Haïti et dans le sud-ouest de la République dominicaine.

## Publication originale
- Dunn, 1920 : A new lizard from Haiti. Proceedings of the New England Zoölogical Club, vol. 7, p. 33-34 (texte intégral).